# Poás
Poás er en aktiv vulkan i Costa Rica 37 km. nord for Alajuela. Vulkanen er 2704 meter høj og havde sidst et stort udbrud i 1989, hvor den sendte en kilometer høj sky op i luften. Siden har vulkanen været mere eller mindre aktiv hele tiden og i dag kan man stadigt se at det bobler i krateret.
- Wikimedia Commons har flere filer relateret til Poás

| Bjerg | Spire Denne artikel om et bjerg eller en bjergkæde er en spire som bør udbygges. Du er velkommen til at hjælpe Wikipedia ved at udvide den. |

10°11′52″N 84°13′49″V / 10.1978°N 84.2303°V